# Damian Hartard von der Leyen

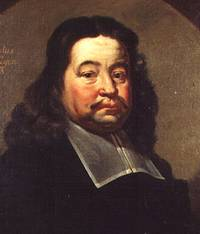
Damian Hartard von der Leyen

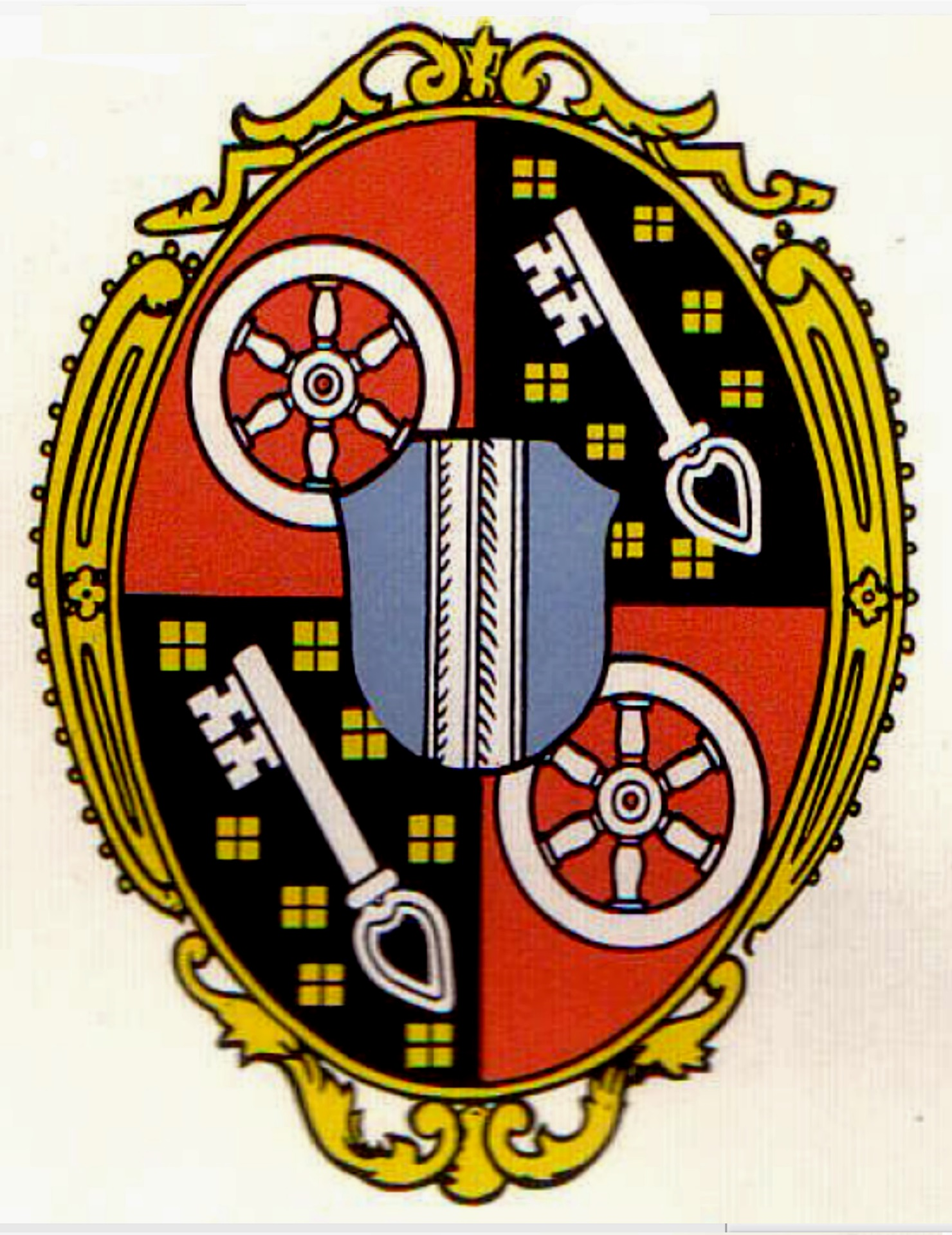
Wappen des Erzbischofs von Mainz und Fürstbischof von Worms

Damian Hartard von der Leyen, auch Damian Hartard Reichsfreiherr von Leyen-Hohengeroldseck, (* 12. März 1624 in Trier; † 6. Dezember 1678 in Mainz) war von 1675 bis 6. Dezember 1678 Erzbischof und Kurfürst von Mainz sowie Bischof von Worms.

## Leben
Damian Hartard entstammte dem Adelsgeschlecht derer von der Leyen. Mit Unterstützung seines älteren Bruders Karl Kaspar von der Leyen, der 1652 bis 1676 als Erzbischof von Trier amtierte, wurde er um 1654 zunächst Archidiakon von Karden innerhalb des Erzbistums Trier und in Personalunion Propst des Kollegiatstifts St. Castor in Karden. 1658 wurde er Koadjutor des Trierer Dompropstes und 1663 Dompropst als Nachfolger von Hugo Everhard Cratz von Scharfenstein.
1675 wurde er Erzbischof und Kurfürst von Mainz und erhielt auch das seit 1663 in Personalunion mit Mainz stehende Bistum Worms. In Worms amtierte der Domkapitular Philipp von Wrede zu Amecke († 1677) als sein Administrator, welcher 1673 den dortigen neuen Jesuitenkonvent stiftete. Auf von der Leyens Wunsch weihte am 31. Oktober 1676 der Mainzer Weihbischof Adolph Gottfried Volusius die neue Kapelle (St. Josephskapelle) der Niederlassung. 1678 erwarb er für sich und seine Familie die kurkölnische Herrschaft Neuerburg als Pfand.
Unter seiner Regierung im Kurfürstentum Mainz wurde der Ostflügel des Mainzer Schlosses vollendet. Er stiftete den Laurentiusaltar im Mainzer Dom. Seine Verwandten ließen ganz in der Nähe, an einem Pfeiler im südlichen Seitenschiff, ein Grabmonument errichten. Es zeigt den Verstorbenen als stehende Bischofsfigur zwischen Wappenreihen und unter einem barocken Giebel. Es ist das letzte Grabmonument eines Mainzer Erzbischofs in einer bis ins 14. Jahrhundert zurückreichenden Serie.

## Bibliothek

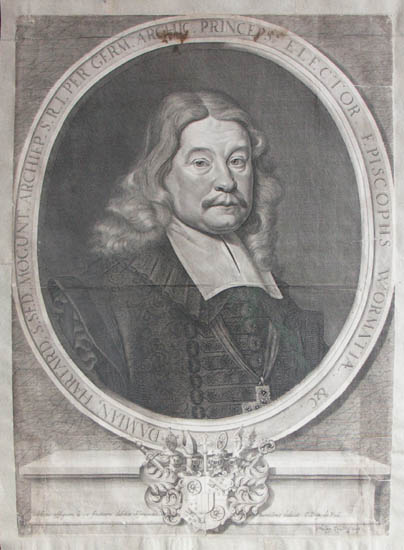
Kupferstich-Porträt von Philipp Kilian (1628–1693).

Reste der Bibliothek des Kurfürsten sollen sich in der Von der Leyen’schen Bibliothek in Waal befunden haben. Quelle dieser Aussage ist die folgende Passage: „Die Herrschaft Waal hatte nach dem Aussterben des einheimischen Adels im Mittelalter ihre Besitzer öfter gewechselt, bis sie am 17. Mai 1820 vom Fürsten Erwin von der Leyen erworben wurde. Der Fürst vereinigte im Schloss die wenigen geretteten Bestände der in den Revolutionskriegen verwüsteten Blieskasteler Bibliothek (Lexika, Genealogie, Naturgeschichte), die vom Grafen Franz Karl von der Leyen († 1755) angelegt worden war, mit der Büchersammlung des Dompropstes von Mainz, Grafen Damian von der Leyen (französische Literatur und Philosophie), und mehrte sie durch Ankäufe. Später kam hinzu die Bibliothek des Grafen Louis de Tascher de la Pagerie († 1861) mit französischen und italienischen Memoirenwerken und militärischer Literatur. Bei den Neuanschaffungen bevorzugt der Eigentümer Geschichte und schöne Literatur. Die Bibliothek umfasst 10-12000 Bände (Handschriften sind nicht vorhanden). Ihre Benutzung durch Fremde wird in einzelnen Fällen gestattet.“ Diese Adelsbibliothek wurde in den 1990er Jahren versteigert.

## Nachweise
1. ↑  Ferdinand Pauly: Das Stift St. Kastor in Karden an der Mosel (= Germania Sacra, Neue Folge, Band 19). de Gruyter, Berlin 1986 S. 312–313.
2. ↑  Archiv für Hessische Geschichte und Altertumskunde, Band 2, S. 475, Historischer Verein für das Grossherzogtum Hessen, Darmstadt, 1838; (Digitalscan)
3. ↑  Waldemar Sensburg: Die Bayerischen Bibliotheken. Ein geschichtlicher Überblick mit besonderer Berücksichtigung der öffentlichen wissenschaftlichen Bibliotheken. München 1925, S. 149.